# Gorovič
Gorovič (en serbe cyrillique : Горович) est un village de Serbie situé dans la municipalité de Topola, district de Šumadija. Au recensement de 2011, il comptait 289 habitants.

## Démographie
| 1948 | 1953 | 1961 | 1971 | 1981 | 1991 | 2002 | 2011 |
| ---- | ---- | ---- | ---- | ---- | ---- | ---- | ---- |
| 588  | 587  | 570  | 509  | 433  | 410  | 319  | 289  |

|  |